# Lan Kham Daeng
Lan Kham Daeng (* 1386; † 1428) war der dritte König von Lan Xang und regierte von 1416/17 bis 1428. Er war ein Sohn des Königs Samsaenthai.
Lan Kham Daeng wurde aus unbekannten Gründen bei der Thronfolge gegenüber seinem älteren Bruder Mun Ban vorgezogen. Er regierte elf Jahre, die die letzte friedliche Zeit des Königreichs vor den anschließenden zwei Jahrzehnten sein sollten.
1421 erfolgte ein gravierendes Ereignis, das fünfzig Jahre einen schweren Krieg auslöste. Seit dem Vertrag zwischen Fa Ngum und dem König von Annam (Vietnam) waren die beiderseitigen Beziehungen äußerst herzlich. Es war nur natürlich, dass Lan Kham Daeng den Annamesen zu Hilfe eilte, als diese 1421 von den Chinesen angegriffen wurden. Diese Hilfe wurde von Annam und dessen König Le Nga, der kurz vorher den Thron an sich gerissen hatte, gerne angenommen. Dass Le Nga ein Usurpator war, mag erklären, warum die Armee aus Lan Xang sofort zu den Chinesen überging, sobald sie das Schlachtfeld erreicht hatte. Für Le Nga war es jedoch günstig, dass er mit seinen Truppen die Chinesen zurückschlagen und die Armee aus Lan Xang aus Annam herausdrängen konnte. Trotzdem schienen die Beziehungen zwischen Lan Xang und Annam zunächst nicht ernsthaft verschlechtert worden zu sein.
Sieben Jahre nach diesen Ereignissen starb Lan Kham Daeng und mit ihm die Stabilität und der Frieden, die sein Vater und er gestaltet hatten. Lan Kham Daeng ist vor allem bekannt für die Errichtung von Wat Bothe und Wat Suanthen. In diesem soll er die Asche seines Vaters aufbewahrt haben. Seine eigenen Überreste wurden im neu errichteten Wat Manorom bestattet und konnten noch bis 1975 besucht werden.
Lan Kham Daeng hatte zwei Söhne:
- Phommathat
- Yu Khong

Sein Nachfolger wurde Prinz Phommathat.